# بازیگران سینما و تلویزیون در فیلم‌های پورنوگرافی
این مقاله فهرستی از بازیگرانی است که در فیلم‌های پورنوگرافی حضور دارند که شامل بازیگرانی می‌شود که در اوایل، بعداً یا در طول دوران حرفه‌ای خود در فیلم‌های بزرگسال ایفای نقش کردند، اما همه آنها عمدتاً به دلیل بازیگری در سینما و تلویزیون شناخته می‌شوند. این فهرستی از حضور مستند بازیگران سینمای رایج در فیلم‌های پورنوگرافیک سافت‌کور و هاردکور در طول دوران حرفه‌ای‌شان است.

## حضور در نقش‌های غیرجنسی
- جان گیلگد، مالکوم مک‌داول، هلن میرن و پیتر اوتول در فیلم کالیگولا بازی کردند، فیلمی که تهیه‌کننده باب گوچونی پس از اتمام فیلمبرداری اصلی، صحنه‌های جنسی شبیه‌سازی‌نشده‌ای را با بازیگران دیگری فیلمبرداری کرد. مک‌داول بعداً ناراحتی خود را از این موضوع ابراز کرد.[۱] گیلگد همچنین فیلمنامه ای برای یک فیلم پورنوگرافیک نوشته است.[۲]
- بلا تورن در سال ۲۰۱۹ فیلم پورنو کوتاهی را برای پورن‌هاب کارگردانی کرد.[۳]

## حضور در نقش‌های جنسی
- سیلوستر استالونه، اولین نقش اصلی خود را در فیلم پورنوگرافی سافت‌کور اسب ایتالیایی (۱۹۷۰) داشت.[۴]
- لی‌لی کاراتی، بازیگر ایتالیایی، در اواخر دهه ۱۹۸۰ در چندین فیلم پورنوگرافیک بازی کرد.[۵]
- میلی دابراچو، قبل از روی آوردن به پورن در اواخر دهه ۱۹۸۰، در چندین فیلم ایتالیایی، گاهی در نقش‌های اصلی بازی کرده است.[۶][۷]
- داستین دایموند در سال ۲۰۰۶، ویدئوی سکس خود را کارگردانی و منتشر کرد.[۸][۹][۱۰]
- جیمی فاکسورث، بازیگر کودک، در نوزده سالگی به بازی در فیلم‌های پورن روی آورد.[۱۱] انتقال او به صنعت پورنوگرافی توسط شوی اپرا وینفری در یک برنامه اختصاصی تحت عنوان «ستاره کودک سابق تلویزیون بزرگ‌ترین اشتباه زندگی خود را فاش می‌کند» پوشش داده شد.[۱۲][۱۳]
- سیبل ککیلی، بازیگر آلمانی که به خاطر مجموعه بازی تاج‌وتخت شناخته می‌شود، در فیلم‌های پورنو با نام هنری «دیلارا» بازی می‌کرد.[۱۴][۱۵]
- کلی مکارتی در یک فیلم بزرگسال پس از تماس ویوید اینترتینمنت برای بررسی این ایده ظاهر شد.[۱۶]
- کیرا رید در ابتدا وب‌سایتی داشت که همسرش و خودش را در حال انجام اعمال جنسی آشکار نشان می‌داد.[۱۷]
- مایتلند وارد، بازیگر نقش جسیکا فارستر در جسور و زیبا از سال ۲۰۱۹ در فیلم‌های بزرگسال ظاهر شده است.[۱۸]
- کریستین دی‌بل، بازیگر و مدل آمریکایی که بیشتر با بازی در فیلم کوفته قلقلی‌ها در سال ۱۹۷۹ و فیلم نزاع بزرگ شناخته شد، در نقش اصلی فیلم پورنوگرافی آلیس در سرزمین عجایب در سال ۱۹۷۶ بازی کرده است.
- سایمون رکس شخصیت ام‌تی‌وی.[۱۹][۲۰][۲۱]
- تام سایزمور[۲۲]
- ایلونا استالر[۲۳]